# دلاتة

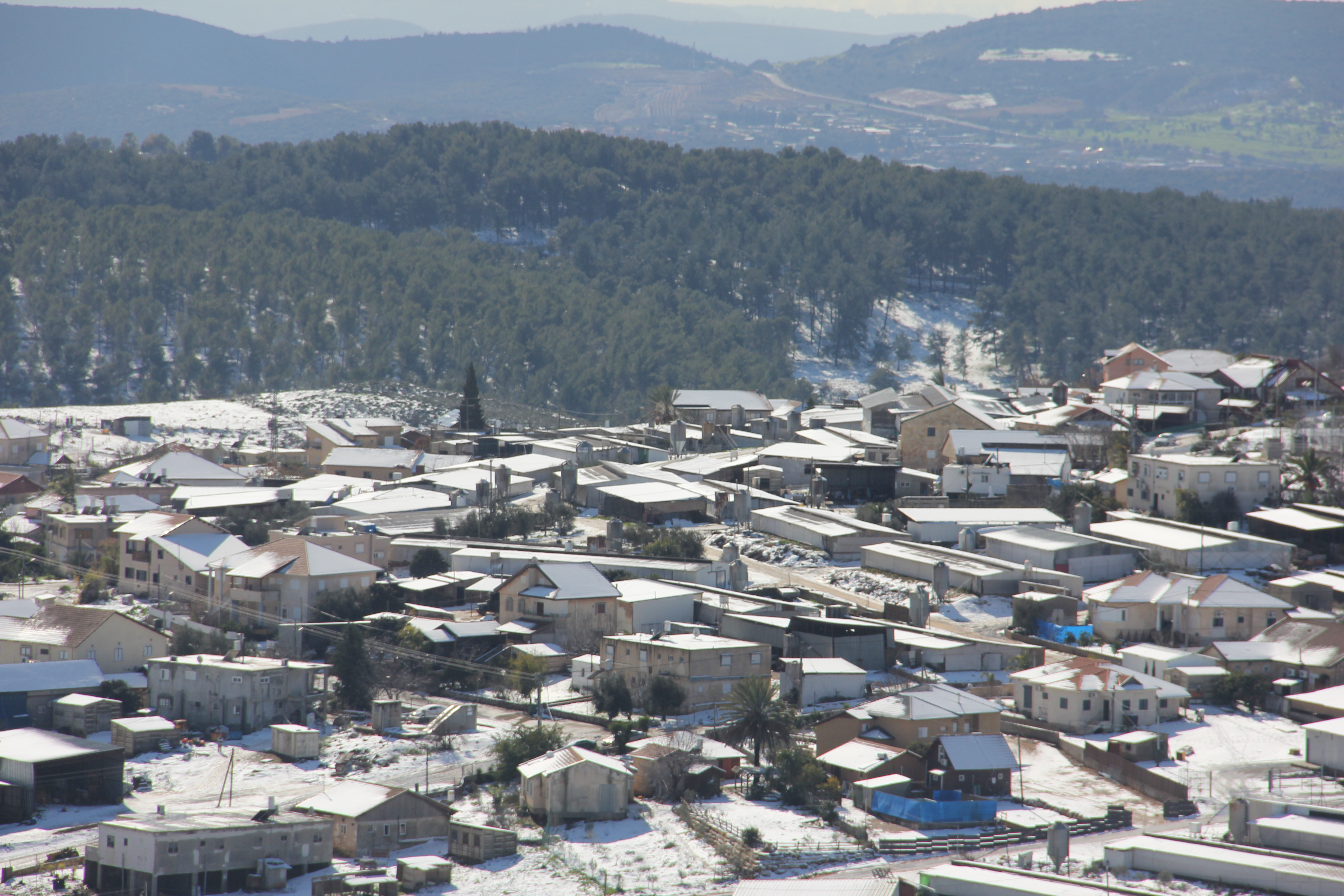
قرية دلاتة مغطاة بالثلوج - 2013

دلاتة (بالإنجليزية: Dallata) هي قرية فلسطينية تبعد 6 كيلومتر شمال شرق مدينة صفد. كانت القرية قائمة على السفح الأعلى لتل مرتفع نسبياً، ومبنية على خرائب موقع قديم كان يحتوي على بنى قديمة وكهوف كانت آهلة بالسّكان فيما مضى، وكذلك كان في القرية صهاريج وبرك كبيرة. وكان يسمّى الموقع في الفترة الصليبيّة باسم ديليها.
في سنة 1596, كانت دلاتة قرية تابعة للواء صفد، وبلغ عدد سكانها في تلك الفترة حوالي 127 نسمة. وكانت القرية تؤدي الضرائب على عدد من الغلال كالقمح والشعير والزيتون، بالإضافة إلى عناصر أخرى من الإنتاج والمستغلات، كالماعز، خلايا النحل، كروم العنب، ومعصرة تستعمل لعصر العنب أو الزيتون.
في أواخر القرن التاسع عشر، كانت دلاتة قرية مبنية بالحجارة والطين، وقد بلغ عدد سكانها انذاك 100 نسمة.وقد ذكر زوار المنطقة أن القرية كانت قائمة عند أسفل تل كبير، ومحاطة ببساتين الزيتون والأراضي الزراعية. كما كانت محاطة بتشكيلات صخرية مؤاتية للبناء، ومنازلها متفرقة بعضها عن بعض بمسافات مريحة.
كان في القريبة ينابيع توفر المياه للاستعمال المنزلي. وكان في القرية أيضا مدرسة صغيرة يدرس بها 37 تلميذا في سنة 1945.
كان سكان دلاتة كلهم من المسلمين، ويعملون في الزراعة البعلية بصورة أساسية، وإن كان بعضهم يعنى أيضا بتربية المواشي وبعضهم الآخر بقطع الحطب وبيعه. وكانت الفاكهة على أنواعها، والزيتون الذي كان مغروسا في رقاع متفرقة حول القرية، أهم المحاصيل. وكانت الحبوب تزرع في الأودية المجاورة، وفي قطع أراض صغيرة عند أسفل منحدرات التلال. بين السنوات 1945-1944 كان مجموع ما خُصّص للحبوب هو 3651 دونماً و 302 من الدونمات مستخدماً للبساتين.

## احتلال القرية
من المرجح أن تكون دلاتة احتلت في وقت ما بعد سقوط مدينة صفد، بل وتشير الدلائل غير المباشرة إلى أن القرية احتلت في سياق عملية يفتاح. وإذا صح ذلك تكون، في أرجح الظن، من القرى التي هوجمت في المراحل الأخيرة من العملية مثل جارتها عموقه التي احتلت في 24 أيار\ مايو.

## القرية اليوم
لم يبق من القرية إلا حطام لبعض المنازل المبعثرة في أرجاء موقع القرية، والذي غلب عليه الحشائش والنباتات البرية والأشجار. ولا تزال بعض المصاطب الحجرية قائمة على أراضي القرية، كما لا يزال فيها بعض أشجار الزيتون.

## مستعمرات
على بعد نحو كيلومتر من الجنوب من الموقع، وفي سنة 1950 أنشأت دولة إسرائيل مستعمرة «دلتون» على أراضي القرية، وقد حول جزء من أراضي القرية إلى غابة، بينما تستعمل الأجزاء الأخرى مرعى للمواشي.

## وصلات خارجية
- دلاّتة ترحب بكم
- دلاتة من مركز خليل سكاكيني الثقافي
- لبنان: أهالي «دلاتة» يؤكّدون تمسكهم بقريتهم في صفد